# Pohansko (zámek)
Pohansko je empírový lovecký zámeček, nacházející se v Lednicko-valtickém areálu, asi 3,5 km jihovýchodně od centra Břeclavi. Je chráněn jako kulturní památka.

## Historie

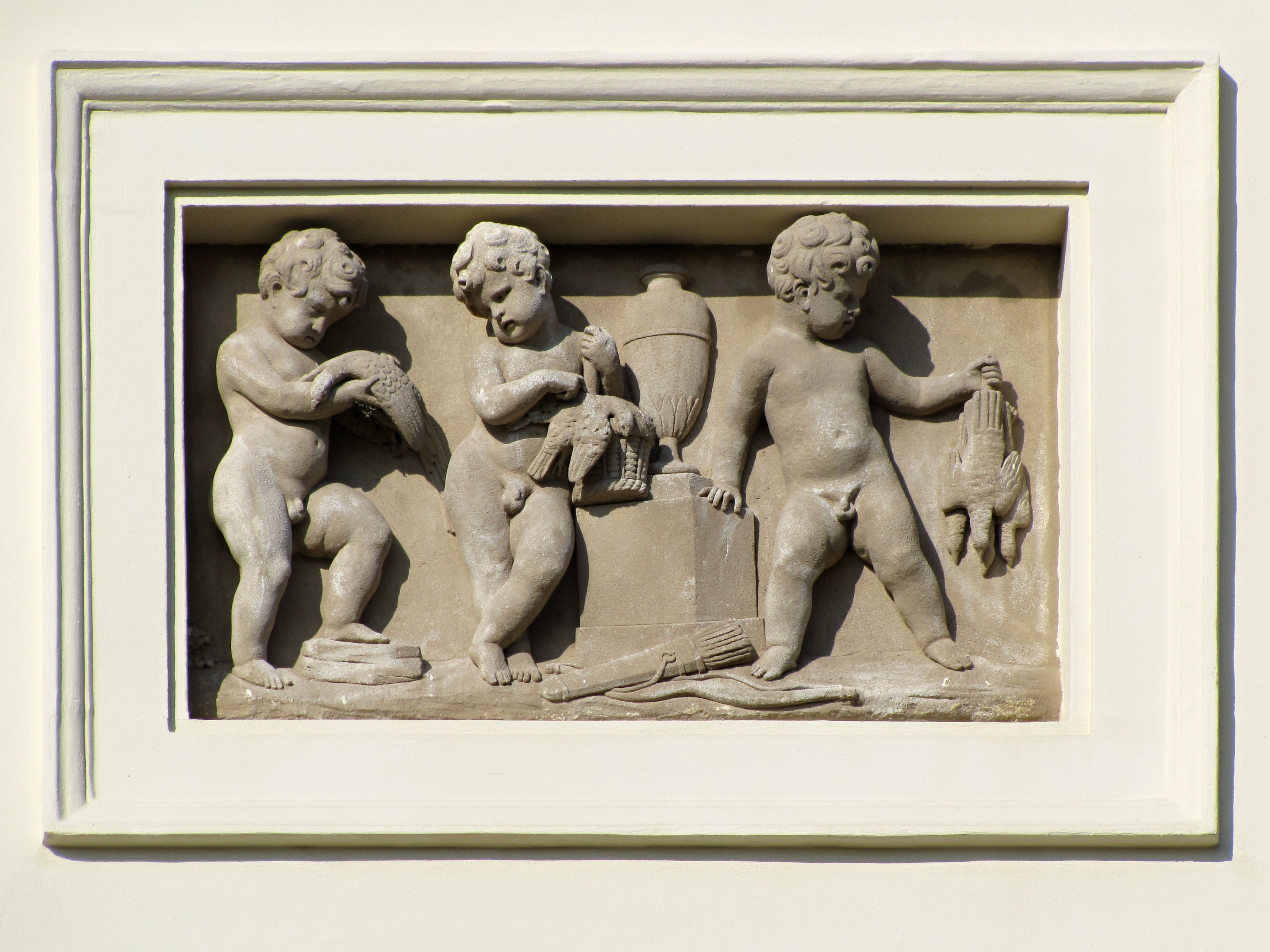
Plastika Josefa Kliebera

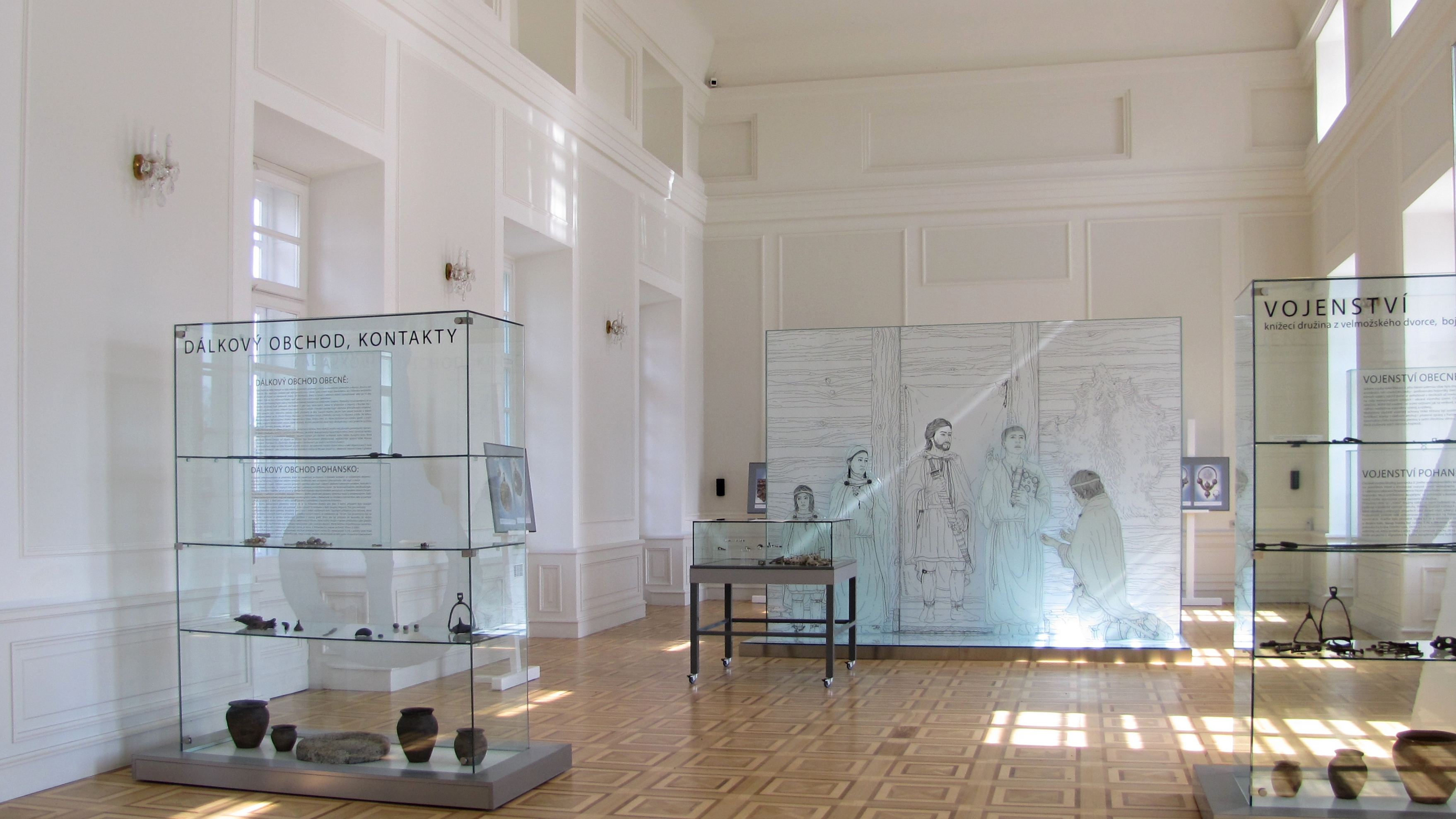
Expozice Velkomoravské Pohansko

Zámeček Pohansko nechal postavit v letech 1811–1812 kníže Jan I. z Lichtenštejna. Návrh stavby vytvořili Josef Hardtmuth a Josef Kornhäusel.
V současnosti je zámek majetkem města Břeclavi. V jeho prostorách je od roku 1998 umístěna archeologická expozice břeclavského městského muzea. Jsou zde představeny nálezy z vykopávek stejnojmenného slovanského hradiště, nacházejícího se severovýchodně od zámku.

## Popis
Zámeček Pohansko je stavba obdélníkového půdorysu. Tvoří ji střední patrová budova se symetrickými přízemními trakty po stranách. Celým přízemím procházejí pilířové arkády. V severovýchodním průčelí prvního patra je lodžie s dvanácti iónskými sloupy. Fasáda je zdobena kruhovými medailony a obdélníkovými reliéfy s loveckými výjevy. Jejich autorem byl pravděpodobně vídeňský sochař Josef Klieber (1773–1850).

## Dostupnost
Zámeček se nachází na břehu jezera, tvořeného slepým ramenem Dyje. V blízkosti zámku se nachází Muzeum lehkého opevnění s několika lehkými objekty vzor 37, hraničními zátarasy a zákopy. Zámek je veřejnosti přístupný v sezóně od dubna do října, kdy je zde také v provozu občerstvení.
K zámečku vede několik asfaltových cest, přístupných pro pěší nebo cyklisty. Z Břeclavi k zámku vede zelená turistická značka; délka trasy je asi 5 km z centra města. Kolem zámku také prochází NS Pohansko.